# Marfans syndrom
Marfans syndrom är ärftligt och beror på en skada i en gen i kromosom 15. Genen svarar för tillverkning av proteinet fibrillin, som är en viktig komponent i bindväv. I en fjärdedel av fallen handlar det dock om en nymutation. 
En fransk barnläkare, Antoine Bernard-Jean Marfan, fann 1896 första gången symptomen som visade på en ärftlig bindvävssjukdom hos en 5-årig flicka med långa smala fingrar och skelettförändringar. Varför det är ett syndrom beror på att flera symptom och sjukdomstecken uppträder tillsammans i den typiska sjukdomsbilden.
Vid fall av Marfans syndrom kommer de vanligaste symptomen från hjärt- och kärlsystemet, skelettet, lederna och ögonen. I vissa fall kan även huden, tänderna och lungorna påverkas. En rad olika symptom kan ingå, varpå de individuella  variationerna är stora från person till person. Majoriteten av personer med marfan lever ett normalt liv. 
De allvarligaste komplikationerna med Marfans syndrom drabbar hjärt- och kärlsystemet, främst då en utvidgning av aortan.

## Förekomst
Marfans syndrom är ett sällsynt sjukdomstillstånd där man räknar med att en person per 5 000-10 000 invånare drabbas i Sverige. Statistiken är osäker på grund av att många upptäcker sjukdomen först i vuxen ålder, och andra bär på sjukdomen utan att veta om det.

## Orsak
Marfans syndrom är ett resultat av en skada, eller mutation, på en gen i kromosompar 15, oftast betecknad FBN1. Den genen styr bildandet av proteinet fibrillin — en viktig komponent i elastiska bindvävsfibrer. Bindväv finns i hela kroppen och ska med sina tunt ihopflätade trådar hålla kroppens olika organ på plats. Den håller även samman muskler, leder och skelett, samt fäster hjärtklaffar och ögonlinser. Skadan på genen leder till en försvagad bindväv.

## Ärftlighet
Hos tre fjärdedelar är syndromet nedärvt från en av föräldrarna. Ärftligheten är autosomalt dominant. Detta innebär att om den ena föräldern bär på sjukdomen är det 50–100 procents risk att ett barn ärver den. Om barnet inte fått den skadade genen riskerar det heller inte att föra den vidare.
Hos ungefär en fjärdedel har den skadade genen uppkommit genom en nymutation vilket betyder att felet för första gången visar sig i arvsmassan hos personen och är alltså inte nedärvd. För föräldrar som fått ett barn där en nymutation uppstått är risken mycket liten att få ytterligare ett barn med en sådan. Barnet riskerar dock att föra över den nyuppkomna genförändringen till sina barn.

## Symtom
Syndromets individuella variation är mycket stor; hos en del finns symtomen redan från födseln — hos andra uppstår de under uppväxten eller i vuxen ålder. Vissa har problem med många organ, medan andras sjukdomstecken är omärkbara. Symtomen kan variera även inom samma familj. Värk från muskelfästen och leder hör till det vanligaste, men problem med hjärt- och kärlsystemet är bland de allvarligaste komplikationerna som hör sjukdomen till.
Besläktade sjukdomar: 
Loeys-Dietz syndrom, Beals syndrom, familjär aortadissektion, Weill-Marchesanis syndrom, homocystinuri och Ehlers-Danlos syndrom. 

### Hjärta och blodkärl
Den stora kroppspulsådern, aortan, innehåller mycket fibrillin, vilket vid fall av Marfans syndrom gör att kärlväggen försvagas och riskerar att utvidgas. En sådan utvidgning kallas för aortaaneurysm och ger i allmänhet inga symptom. Däremot finns en risk att detta anuerysm rupturerar, brister. Rupturerat aortaaneurysm är ett livshotande tillstånd. 
Hjärtklaffarna som består av bindväv kan töjas ut hos personer med Marfans syndrom.  Ofta finns förändringar i hjärtklaffarna i vänster hjärthalva (aortaklaffen och mitralisklaffen). Ett läckage i aortaklaffen innebär att blod rinner tillbaka ner i vänstra kammaren (aortainsufficiens). Hjärtat får arbeta mer, varvid mindre blod går ut i kroppen, vilket leder till sämre kondition och andfåddhet. Blir läckaget för stort kan det leda till hjärtsvikt.

### Lungor
Hos personer med Marfans syndrom är vävnaden i lungorna försvagad och om en sådan person skulle röka skulle vävnaden förstöras varpå emfysem skulle uppstå. Vid emfysem blir lungblåsorna färre och större, vilket kan leda till att de spricker. 
Pneumothorax, d.v.s. luft i lungsäcken, beror på att lungblåsor i den ena lungan brustit. Lungsäcken fylls med luft samtidigt som den elastiska lungan dras samman. Detta leder till andnöd och bröstsmärta och kräver snabbt omhändertagande på sjukhus, även om tillståndet inte är livshotande.

### Skelett och leder
- Typiskt för personer med Marfans syndrom är en långsmal kroppsbyggnad med väldigt smala lemmar. Svaga muskler därtill ökar påfrestning på ledband, benhinnor och muskelfästen vilket i sin tur kan leda till stukningar och värk. En marfanoid kroppskonstitution behöver i sig inte vara indikation på sjukdom och kan ses även hos fullt friska individer.

- Lederna hos dessa personer är ofta överrörliga, plattfothet är vanligt

- Ryggraden är ofta krökt och kan ha gett kyfos, lordos eller skolios. Tillståndet påverkar hållningen och kan även i enstaka fall påverka verksamheten i hjärta, lungor.

- En asymmetrisk bröstkorg är vanligt. Bröstbenet kan vara utskjutande eller insjunket (fågelbröst/kölbröst resp. trattbröst). Det är sällsynt att sådana förändringar skulle störa funktionen hos hjärta och lungor.

- Ungefär en fjärdedel har platt rygg, vilket innebär att man saknar svank i ländryggen. Det leder till att kroppen får mindre stötdämpning och fjädring.

### Tillväxt
Nyfödda med syndromet är längre än normalt. Rörbenen i underarmar, underben, fötter och händer är vad som i första hand växer mer än normalt på längden, ej på bredden.
Barnen blir längre än sina föräldrar. För pojkar kan det handla om en slutlängd på 200 cm. och för flickor 180 cm.

### Ögon
Bindvävstrådarna som sitter fast runt ögonlinsen kan ofta rubbas ur sitt läge (Linsluxation), och sitter istället snett i ögat. Detta ger synnedsättning. Linsluxationen leder till närsynthet och astigmatism. En annan orsak till närsynthet kan vara att ögat är för långt vilket dessutom kan leda till näthinneavlossning. Personer med Marfans drabbas ofta av grå starr tidigt i livet. 
Både linsluxation och gråstarr är lätta att korrigera genom att man byter ut den skeva eller grumliga linsen till en i plast. Oftast är det inte mer komplicerat än en vanlig gråstarrsoperation, som tar ca 15 minuter per öga under lokalbedövning, men vid extremt asphärisk lins kan man behöva sätta in en ring av plexiglas som håller den nya linsen på plats i ögat.

### Käkar och tänder
Gommen är hög och ofta smal. Detta orsakar inte sällan snarkningar, men kan även bidra till sömnapné. Käklederna påverkas även de negativt då dess ledkapslar kan vara instabila. 

### Övrigt
Övriga symtom som är vanligt hos personer med Marfans syndrom:
- Ökad tendens att få bråck, oftast i ljumskarna
- Trånga kanaler till bihålorna medför ökad risk för bihåle- och öroninflammationer
- Duraektasi kan finnas utmed hela ryggraden, även om den syns tydligast vid svanskotorna.
- Strimformiga märken (striae) på huden. De uppstår på grund av bristningar i underhuden av samma typ som när huden spänts ut kraftigt vid graviditet eller övervikt.